# はらぺこ少女と探偵と
『はらぺこ少女と探偵と』（はらぺこしょうじょとたんていと）は、りのによる日本の4コマ漫画。『まんがタイムきららキャラット』（芳文社）にて、2023年4月号から6月号のゲスト連載を経て、同年9月号から2025年5月号まで連載された。

## あらすじ
女子高生の早月女音都は食べ物に釣られて、探偵・晴野律歌の助手になってしまう。律歌には大怪盗のノワールローズを捕まえるという夢があったが、依頼を請け負うための探偵ネットワークのランクが低いため、たいした仕事は回ってこないのだった。ようやく回ってきた「猫探し」「ヒーローショーの代役」といった些細な依頼をこなしながら律歌と音都は探偵ランクを上げていく。

## 登場人物

### 主要な登場人物
晴野 律歌（はるの りつか）
探偵。20歳。両親が捕まえられなかった大怪盗「ノワールローズ」を捕らえることを夢に持つ。探偵小説『マッドネス探偵』を愛読し、服装や決め台詞は主人公・マッドネスの真似をしている。
早月女 音都（さおとめ おと）
律歌の助手。青薔薇高校2年生。16歳。人並み外れた大食家で「毎日のおにぎり」を報酬に律歌の助手となった。優れた頭の回転や運動神経に加えて抜群の嗅覚を持つ。
雲類鷲 響（うるわし ひびき）
律歌をライバル視する探偵。雲類鷲財閥の子女で、律歌の事務所の隣の巨大ビルを事務所にしている。メカ作りを趣味に持つが、発明品は実用性に乏しいものや暴走するものが多い。壁や床を破壊する馬鹿力の持ち主。

### Jewelのメンバー
シトリン
Jewelに所属する女怪盗。変装を得意とする。美術館から絵画を盗もうとするも律歌らの働きにより失敗、Jewelから追放される。ノワールローズから寄付を受けていた孤児院の出身。
オニキス
Jewelのリーダー。表の顔は探偵ネットワークの社長・御縞嵐（みしま らん）。
トルマリン
Jewel幹部。自ら発明したメカを利用する幼い少女。
アメジスト
Jewel幹部。香りを利用する女怪盗。普段は青薔薇高校で音都のクラス担任を務めている。

### その他の登場人物
ノワールローズ
大怪盗。女性。悪人からしか盗みを働かず、盗んだ金品は孤児院などに寄付する義賊的な人物。
雪村 紡義（ゆきむら つむぎ）
女性警部補。
雪村 正（ゆきむら ただし）
紬義の弟。男性警官。
律歌の両親
元探偵。現在はおにぎり屋を営んでいる。

## 用語
『マッドネス探偵』
律歌の愛読する探偵小説。探偵・マッドネスを主人公とし、10巻以上が刊行されている。
探偵ネットワーク
依頼人と探偵を結ぶシステム。探偵はAからZまでアルファベット順にランク分けされており、依頼内容に応じたランクの探偵に依頼が申し込まれる。
Jewel
オニキスをリーダーとする怪盗組織。メンバーはそれぞれ宝石の名前をコードネームに持つ。

## 書誌情報
- りの『はらぺこ少女と探偵と』芳文社〈まんがタイムKRコミックス〉、全2巻
  1. 2024年4月25日発売[1]、ISBN 978-4-832-29546-9
  2. 2025年4月25日発売[8]、ISBN 978-4-832-29633-6